# Esch-Belval
Pour les articles homonymes, voir Esch (homonymie) et Belval.
 (décembre 2012).
Esch-Belval de son vrai nom, Belval est un nouveau quartier urbain situé sur les communes d'Esch-sur-Alzette et de Sanem au Grand-Duché de Luxembourg.
Ce nouveau site est issu de la reconversion de l'ancienne usine sidérurgique de Belval à la suite de l'abandon de la production d'acier au Luxembourg qui l'a laissé en état de friche industrielle.
Le projet accueille d'ores-et-déjà le campus principal de l’Université du Luxembourg, la Rockhal ainsi que plusieurs entreprises du secteur tertiaire et de nombreux logements multi-culturels.

## Géographie

### Localisation
Le site de Belval est situé à l'ouest d'Esch-sur-Alzette, dans le sud du Grand-Duché de Luxembourg. Le site jouxte, sur sa partie sud, la frontière entre la France et le Luxembourg avec le département de la Moselle.

## Histoire du site

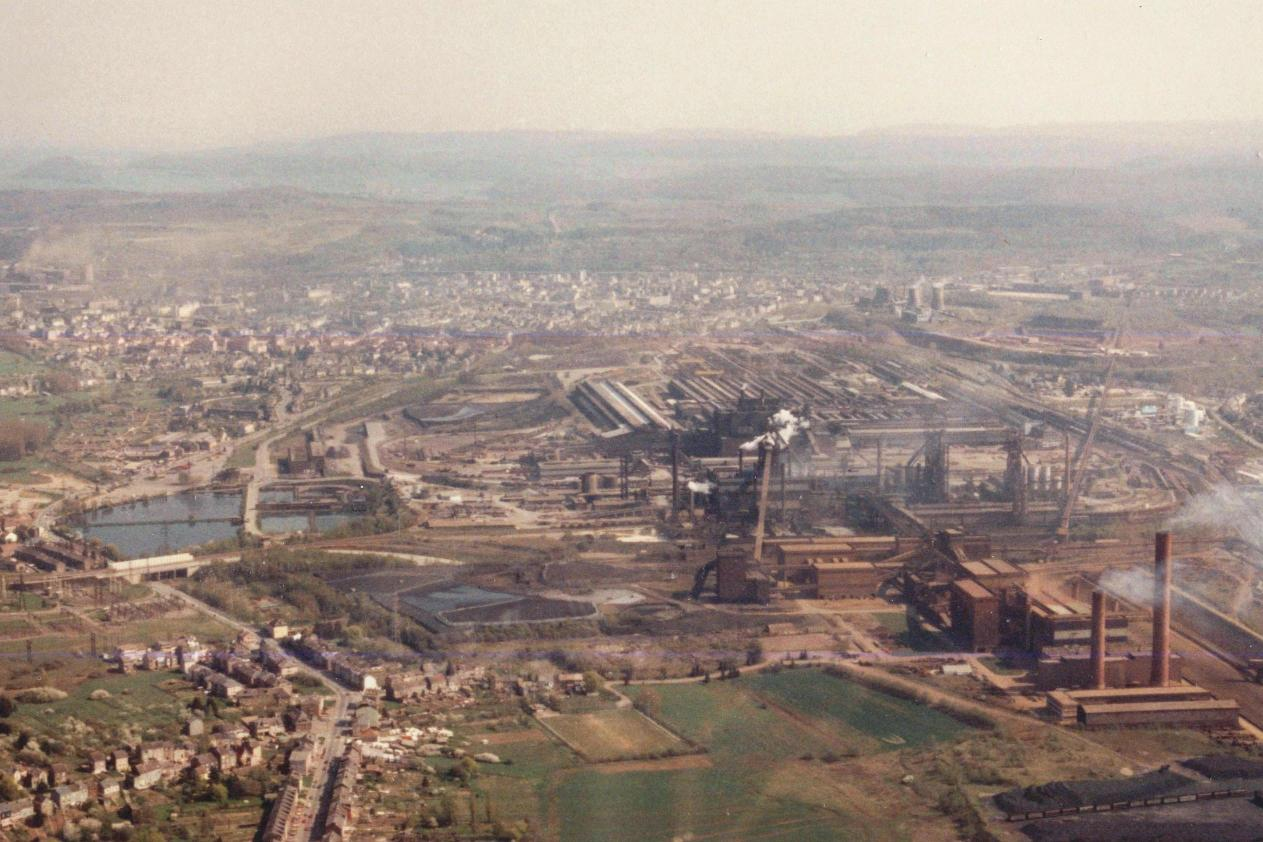
Le site d’Esch-Belval en 1991

Vers 1850 : La zone récréative située entre Belvaux et Esch est particulièrement appréciée et pleine de mystère. La forêt «Escher Bësch», également appelée bois du «Clair-Chêne», qui relie les deux cités, est le théâtre de nombreuses légendes. En 1868, Joseph Steichen, conseiller à la Cour supérieure de justice à Luxembourg, découvre à Belval une source d‘eau minérale d’une qualité exceptionnelle. Cette eau devenue célèbre pour ses vertus curatives est mise en bouteille et commercialisée à partir de 1893. Elle rencontre un franc succès non seulement au sein du Grand-Duché, mais également en Belgique et aux Pays-Bas; sa production atteint un nombre record de plus de 30 000 bouteilles dès la première année. 
En 1909, la forêt Escher Bësch est défrichée pour faire place à une usine sidérurgique alors à la pointe de la modernité. Le site comprenant hauts-fourneaux, aciérie et usine de laminage prend en charge toutes les phases de production de l’acier, du minerai de fer au produit fini. En 1913, plus de 3 000 travailleurs produisent au total 400 000 tonnes de fonte, 360 000 tonnes d’acier et 297 000 tonnes de produits laminés.
Malheureusement, la production d'acier et de charbon connaît un déclin après la Seconde Guerre mondiale. En effet, la production luxembourgeoise était fortement liée au marché allemand et à la machinerie allemande. Ces deux secteurs ont été touchés par la guerre et l'industrie luxembourgeoise a donc également été touchée. Cependant, elle a obtenu une certaine reprise en 1950.
Les années suivantes ont été beaucoup plus prospères en partie grâce à la Communauté européenne du charbon et de l'acier (CECA). En effet, la CECA a été fondée en 1952, et c'est après de nombreuses négociations qu'il a été décidé, dans la nuit du 24 au 25 juillet, que la Haute Autorité de la Communauté Européenne du Charbon et de l'Acier commencera temporairement ses travaux au Luxembourg. Le Luxembourg devient donc le centre de cette communauté économique et devient le centre de la production du charbon et de l'acier. En guise de symbole, le 30 avril 1953, à la veille de l'ouverture du marché commun européen de l'acier, Jean Monnet, président de la Haute Autorité de la Communauté européenne du charbon et de l'acier, a activé la première coulée d'acier européen à l'aciérie de Belval.
L'industrie sidérurgique continue de prospérer pendant quelques années encore, en 1965 commence la mise en route du haut fourneau A (capacité journalière : 2300t ; diamètre : 8 m). En 1970 a eu lieu la cuisson du haut-fourneau B à l'ARBED Esch-Belval (capacité journalière : 3000 t ; diamètre : 9 m) où l'automatisation était très avancée et permettrait un contrôle informatique complet dans un avenir proche. Et enfin, 1979 a été l'année où le haut fourneau C a vu le jour.

### L’ère sidérurgique
Entre 1909 et 1912, la compagnie Gelsenkirchener Bergwerks A.G. construisit une nouvelle aciérie moderne à Esch-sur-Alzette : l’usine Adolf-Emil.
En 1911, la société ARBED est créé par la fusion des 3 sidérurgistes les plus importants du Luxembourg (Aciéries Réunies de Burbach-Eich-Dudelange)
Le 30 avril 1953, Jean Monnet, l’un des pères fondateurs de la Communauté Européenne du Charbon et de l’Acier, procède à la première coulée européenne symbolique à Belval.
En 1994, l'Arbed prit la décision de changer le mode de production des produits longs dans les sites luxembourgeois. La production d'acier devra se faire dès lors dans des fours électriques, alimentés en partie en ferraille recyclée.
En 1995, l’un des trois derniers hauts-fourneaux est vendu au groupe sidérurgique chinois Kisco. Pendant cinq mois, 240 travailleurs chinois démontent plus de 10 000 tonnes d’acier, numérotent et emballent chaque pièce, pour ensuite reconstruire le colosse, durant 20 autres mois, sur son nouveau site de Kunming, dans la province du Yunnan.
Avec l'arrêt du dernier haut-fourneau de Esch-Belval en juillet 1997, 120 ha ont été libérés et donc ouverts à une reconversion constituant un lieu avec un potentiel de développement économique pour le Luxembourg et de l’ensemble de la Région Sud.

### Le projet Belval
L’État luxembourgeois et le groupe sidérurgique Arbed (aujourd’hui ArcelorMittal) fondent ensemble la société de développement Agora. Sa mission est de planifier et de réaliser un quartier urbain moderne et dynamique sur l’ancien site industriel de Belval.
En 2001, un concours international d’urbanisme a été mis en place pour prendre les meilleurs choix sur le projet Belval. Conjointement avec le Ministère de l’Intérieur, Agora lance un concours d’urbanisme pour l'élaboration d’un Masterplan qui servira de fondement au développement du nouveau quartier urbain.
Après une analyse détaillée des projets concentrée sur les critères de rentabilité, de phasage et de viabilisation, un Comité de Concertation dirigé par le Ministre de l’Intérieur a décidé, le 8 mars 2002, de poursuivre la planification sur la base du projet du bureau Jo Coenen & Co de Maastricht.
En 2002, création du Fonds Belval. En tant qu’établissement public le Fonds est chargé de la réalisation de la « Cité des Sciences, de la Recherche et de l’Innovation », c’est-à-dire de la mise en œuvre du programme immobilier d’investissement public à Belval.
En juin 2002, le festival Steel Works réunit plus de 10 000 personnes à Belval. Sont présents, entre autres, Nina Hagen et le groupe Indochine.
À travers ses différents quartiers, le projet permettra à terme d’accueillir plus de 5 000 habitants et plus de 20 000 occupants ou utilisateurs quotidiens. Le nouvel ensemble urbain porte sur une surface développée de près de 1,3 million de m² sur 69 hectares constructibles. Une proportion importante (30 % des surfaces) est réservée aux espaces verts et places publiques.
Les conditions de sa mise en œuvre lui confèrent un fort potentiel de développement grâce notamment :
- au respect des idées directrices formulées dès l’origine par les initiateurs du projet ;
- à une insertion harmonieuse dans le tissu urbain des communes d’Esch et de Sanem ;
- au soutien actif de l’État à travers un important programme de décentralisation de fonctions administratives et la mise en œuvre d’une politique d’enseignement secondaire et supérieur ambitieuse développée dans le contexte de la création de l’Université du Luxembourg et du Lycée technique de Belval.

### Centre national de la culture industrielle
Deux hauts fourneaux se dressent encore sur le site de Belval, un chantier de conservation les concernant a commencé le 2 avril 2004.
Datant de 1965 et de 1970, les deux hauts fourneaux en question marquent la limite et l’environnement entre Esch-sur-Alzette et Belval. Le gouvernement décida donc de les conserver et délivra une enveloppe budgétaire de 13,93 millions d'euros mise en place pour financer les études et les travaux préparatoires qui devront se dérouler en trois étapes distinctes: l'installation du chantier et le nettoyage du site, la sécurisation de première urgence et, finalement, l'assainissement et la stabilisation des deux tours.
Les hauts-fourneaux serviront à la création du Centre national de la culture industrielle, il s'agira de développer un concept inédit intégrant ces deux témoins du passé industriel dans la vie urbaine du nouveau quartier.
Le 8 septembre 2006, Claude Wiseler, ministre du Développement durable et des Infrastructures, François Biltgen, ministre de l'Enseignement supérieur et de la Recherche, et Octavie Modert, ministre de la Culture, présentent les plans de conservation des hauts fourneaux qui prévoient de conserver l’intégralité du premier haut fourneau et la silhouette du second. Le 15 janvier 2007 a lieu l'ouverture officielle du chantier de conservation

## Installations implantées sur le site

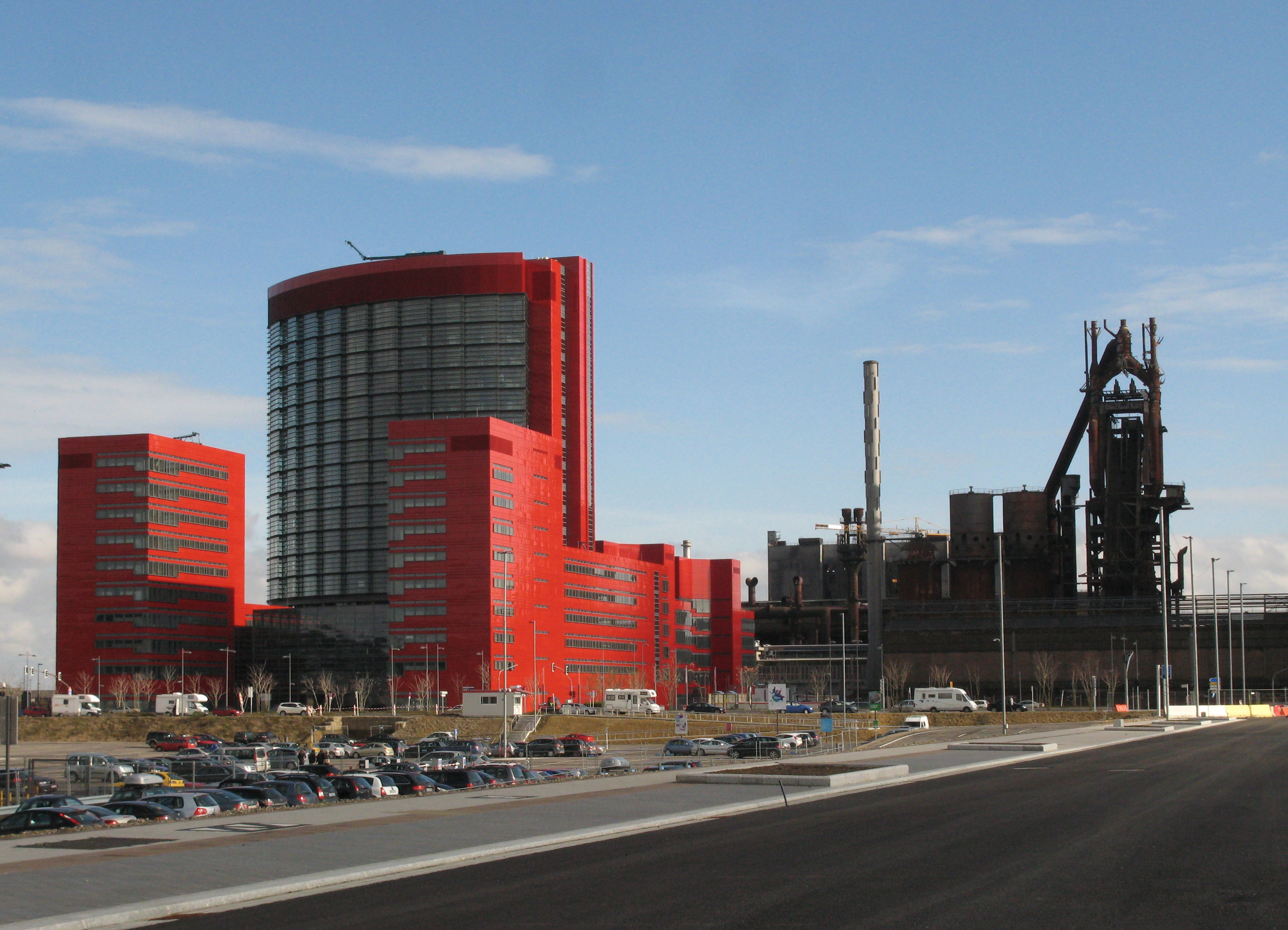
Complexe les Terres Rouges - Siège de RBC Investor Services

- ADEM, Agence pour le développement de l'emploi, depuis 2011.
- ILNAS une administration publique sous la tutelle du ministre de l’Économie[13]
- ANEC (Agence pour la normalisation et l'économie de la connaissance)[13]

### Entreprises
- RBC Investor Services
- Laboratoires Ketterthill - Laboratoires d'analyses médicales, depuis 2015[14]
- Société Générale Luxembourg
- Banque internationale à Luxembourg
- Caceis

### Divertissements
- La Rockhal - Salle de concert

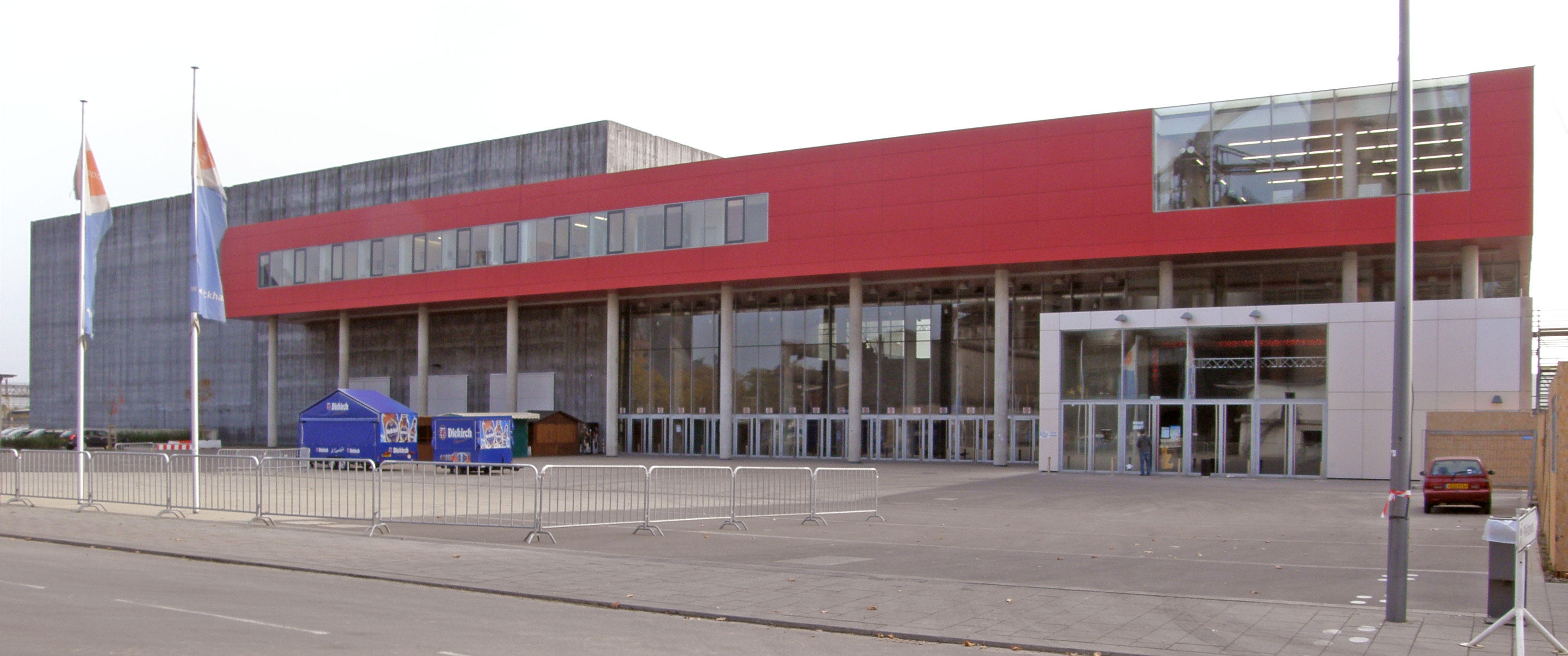
La Rockhal.

- Cinéma CinéBelval multiplex de 1500 places - Bâtiment Plaza 1

### Shopping
- Belval Plaza 1 et 2 - Centre commercialPlace de l'Académie; à droite, Plaza 2 (2011)

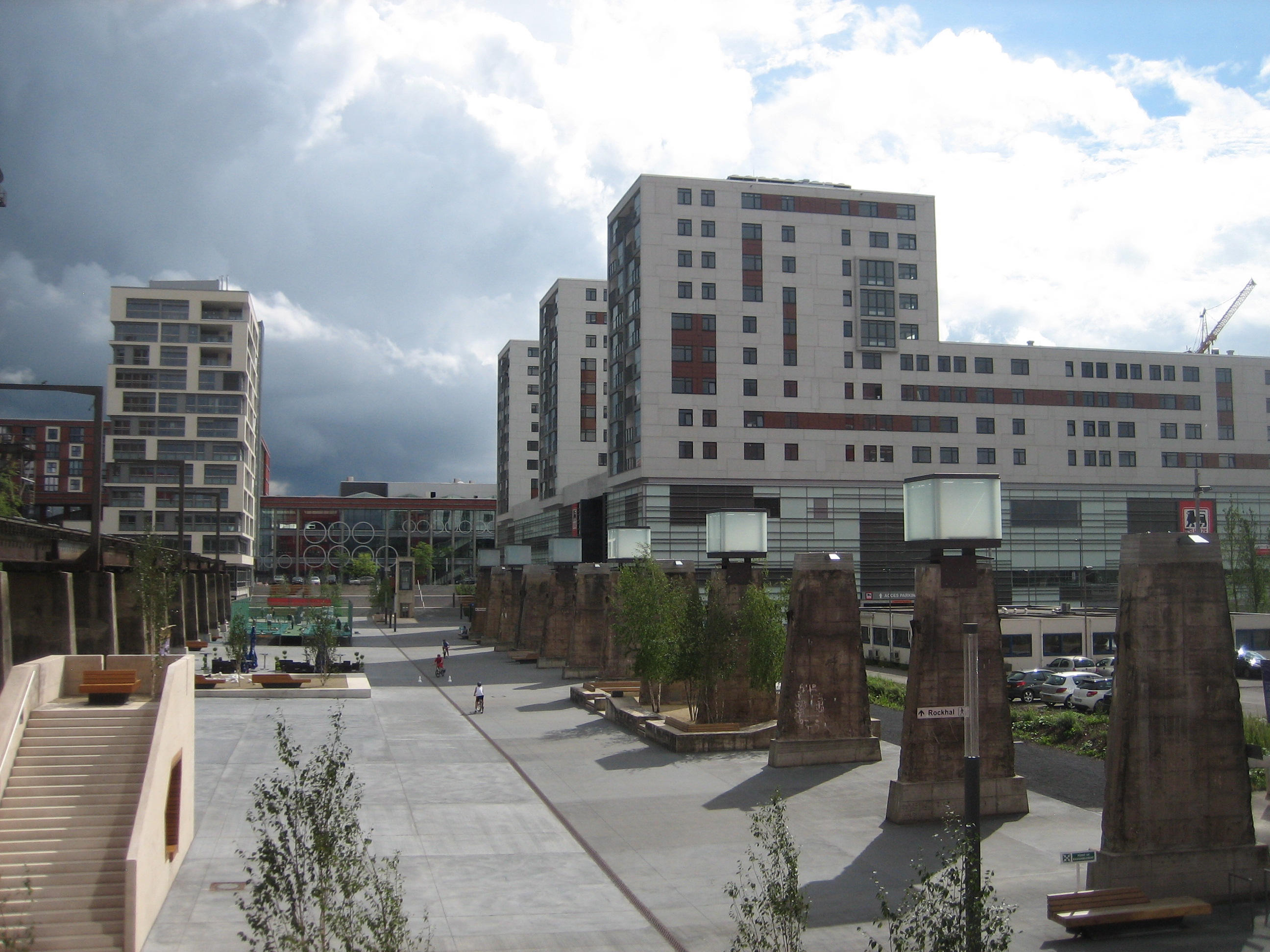
Place de l'Académie; à droite, Plaza 2 (2011)

### Logements
- Agora - En cours[15] - Logements

### Éducation et recherche
- Université du Luxembourg - Maison du savoir[16] (depuis septembre 2015[17])
- Lycée Bel-Val (lb) (depuis septembre 2011)
- LISER, depuis le 15 avril 2011[18].

## Transport

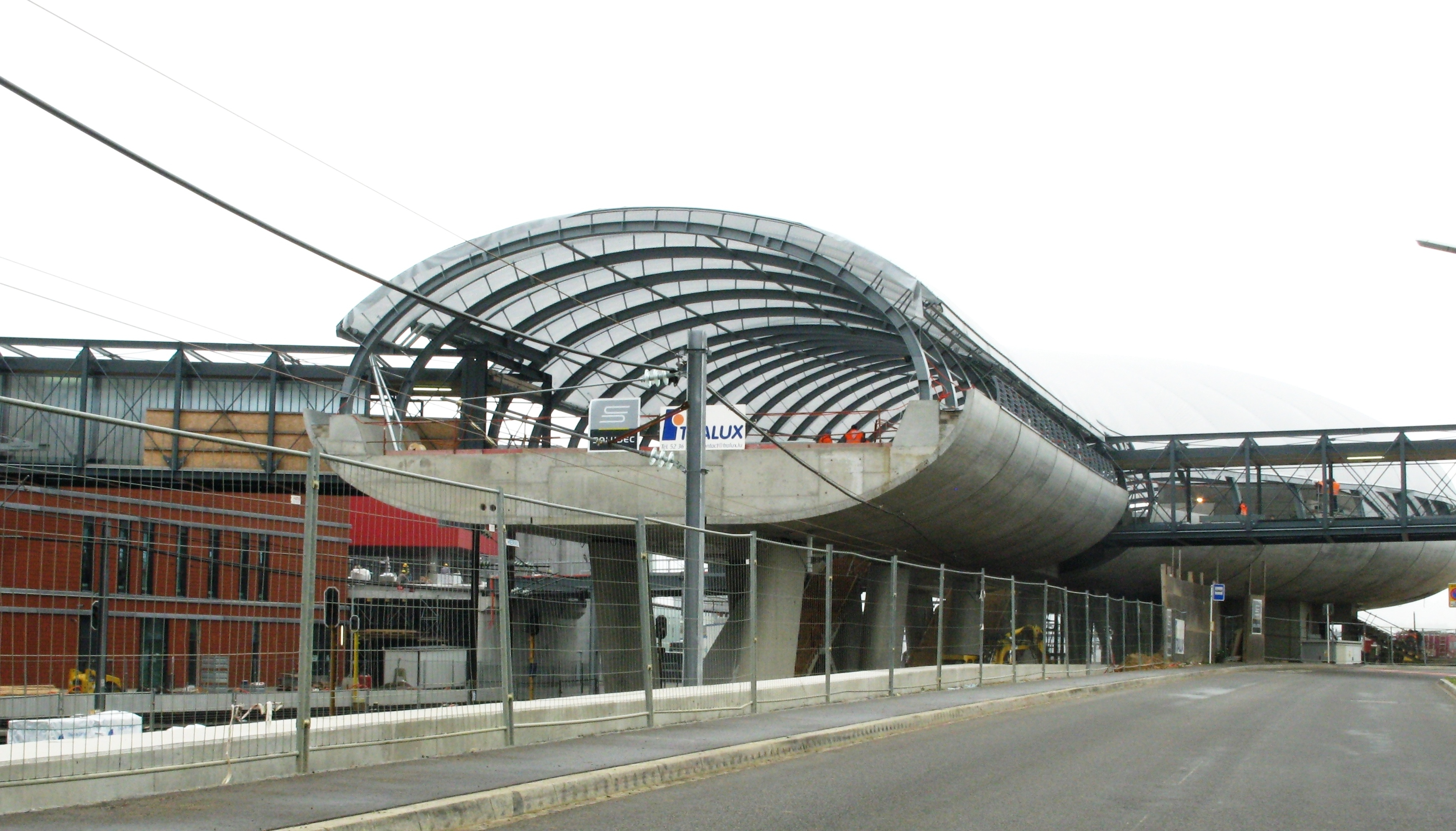
La gare Belval-Université

### Air
- Belval est situé à 30 km au sud-ouest de l'aéroport international de Luxembourg.
- L'aérodrome de Villerupt (France) n'est distant que d'un kilomètre du site, mais n’accueille que des ULM.

### Rail
Esch-Belval est desservi par trois gares ferroviaires exploités par les Chemins de Fer Luxembourgeois :
- Belval-Université[19]
- Belval-Lycée[20]
- Belval-Rédange

Un nouveau tronçon ferroviaire était à l'étude (Cessange - Esch-Belval) qui aurait permis de relier directement la ville de Luxembourg au site de Esch-Belval mais il n'y a plus eu de suite jusqu'à l'annonce en mars 2018 de la création d'une ligne de tramway entre la capitale et Esch-Belval à une échéance de 10 à 15 ans.

### Route

#### Autoroutes
- L'autoroute luxembourgeoise A4 relie Esch-Belval et Audun-le-Tiche via la voie rapide française D616, à la capitale: Luxembourg-Ville.
- L'autoroute luxembourgeoise A13 (vers Pétange puis Athus (Belgique) ou vers Mondorf-les-Bains puis l'Allemagne), borde le nord du site.
- L'autoroute française A30 (vers Metz et Nancy ou vers Longwy) se trouve à 15 km au sud de Belval (reliée par la RD16).

#### Lignes de bus
Belval est desservi par les lignes du TICE.